# Frida Stittrich
Frida Stittrich (* 2003 in Berlin) ist eine deutsche Schauspielerin. Bekanntheit erlangte sie durch ihre Rolle in der Webserie Druck.

## Leben
Ihre erste Rolle hatte Frida Stittrich 2010 im Kurzfilm Auf Wiedersehen Papa. Von 2020 bis 2022 verkörperte sie die Rolle der Mailin Richter in der Webserie Druck. Sie lebte drei Jahre in Seattle. Heute lebt sie in Berlin.

## Filmografie
- 2010: Auf Wiedersehen Papa (Kurzfilm)
- 2020–2021: Druck (Webserie)

## Auszeichnungen
- 2021: Deutscher Schauspielpreis in der Kategorie „Bestes Ensemble“ für Druck[4]